# Palaminy
Palaminy är en kommun i departementet Haute-Garonne i regionen Occitanien i södra Frankrike. Kommunen ligger i kantonen Cazères som tillhör arrondissementet Muret. År 2022 hade Palaminy 772 invånare.

## Befolkningsutveckling
Antalet invånare i kommunen Palaminy
Referens:INSEE